# Jonas Jokūbas Zamoiskis
Jonas Jokūbas Zamoiskis  (pronunciació en : /jan jakub zamɔɨskʲi/) (2 de juliol de 1716 - 10 de febrer de 1790) estadista de la Commonwealth polonès-lituana, 9è ordenat Zamoysky (1767 - 1790), governador de Podolsky (1770 - 1790), el major de Lubelsky i Rostotski.
Representant del clan de magnats polonesos de l'escut de Zamoysky " Elite ". El segon fill del governador de Smolensk, Mikhail Zdislav Zamoysky (c. 1679 - 1735), des del seu primer matrimoni amb Anna Dzyalynskaya (d. 1719). Germans: governador de Lubelsk Tomas Anthony i canceller el gran coronel Andrzej Jerome Zamoysky .
El 1744, va ser elegit ambaixador al Sejm de la terra de Helm, el 1746, l'ambaixador (diputat) al Sejm des del Voivodat de Chernihiv, el 1750 - l'ambaixador del Sejm de la Voivodatia de Lubelskie. El 1764 es va convertir en membre de la confederació de Czartoryski i ambaixadora del congrés de convocació de la Voivodatia de Lubelskie. El mateix 1764, va donar suport a l'elecció d'Estanislau August Poniatowski al tron reial polonès.
El 1767, després de la mort del seu nebot sense fill Clemens Jerzy, Jan Yakub Zamoysky va heretar l'ordenació de Zamoy. El 8 de maig de 1768 es va convertir en cavaller de l'orde de l'Àguila Blanca. El 1770 va rebre el càrrec de governador de Podolski.

## Família
El 1745, es va casar amb Ludwika Maria Ponyatovskaya (1728 - 1804), la filla del Castellà de Cracovià Estanislau August Poniatowski (1676-1762) i Konstancja Czartoryska (1700-1759).

## Fills
- Ursula Zamoyskaya (1757-1816), 1r marit del subcomitè Gran Corona Vincent Potocki (d. 1825), 2n marit des del 1781, el gran mariscal de la corona Mikhail Jerzy Vandalin Mnishek (1748 - 1806).